# ایفسل
ایفسل (به هلندی: Eefsele) یک منطقهٔ مسکونی در هلند است که در اوست خلره واقع شده‌است.